# Voleibol de nieve
Voleibol de nieve es un deporte de equipo de invierno jugado por dos equipos de tres jugadores en una cancha de nieve dividida por una red. El objetivo de cada equipo es sumar puntos enviando una pelota por encima de la red para que caiga en el suelo en la cancha del oponente y evitar el mismo esfuerzo por parte del oponente. Un equipo tiene permitido hasta tres toques para devolver el balón a través de la red, y los jugadores individuales no pueden tocar el balón dos veces consecutivas.
El deporte se originó en Austria como una variante del voleibol de playa. La Federación Internacional de Voleibol(FIVB) es el organismo rector internacional de este deporte.

## Historia
El voleibol se ha jugado sobre la nieve durante décadas, especialmente en países como Rusia, Austria y Suiza, aunque sin reglas codificadas específicamente, sino simplemente como una variación del juego de voleibol playa. Las competencias no oficiales de Voleibol de Nieve se llevaron a cabo en Austria y Suiza a finales de los años 90, antes de que la idea resurgiera en 2008, por iniciativa de Martin Kaswurm, un promotor local. El deporte ganó popularidad en Wagrain, Austria, en 2008, y el primer Snow Volleyball Tour se organizó al año siguiente. Fue reconocido como deporte oficial por la Asociación Austriaca de Voleibol en 2011. El Tour, que inicialmente tuvo lugar en Austria, se expandió para incluir paradas en otros países europeos en 2013. La Confederación Europea de Voleibol (CEV) agregó oficialmente el deporte en octubre de 2015 y organizó el primer Tour Europeo de Voleibol de Nieve CEV en 2016. La inauguración El Campeonato Europeo de Voleibol de Nieve CEV tuvo lugar en marzo de 2018 en Austria. Desde entonces, se lleva a cabo anualmente un Tour Europeo de Voleibol de Nieve bajo el paraguas de la CEV, con eventos en países tan diversos como Austria, República Checa, Georgia, Italia, Liechtenstein, Rusia, Eslovenia, Suiza y Turquía, mientras que los campeonatos nacionales califican para Los Campeonatos Europeos inaugurales fueron organizados por 17 Federaciones Nacionales en el invierno de 2018.
Con planes para hacer que el voleibol de nieve forme parte del futuro programa de los Juegos Olímpicos de Invierno, la FIVB y la CEV reclutaron a ex atletas olímpicos de voleibol de playa para competir en una demostración de este deporte en los Juegos Olímpicos de Invierno de 2018. Desde entonces, se han realizado más esfuerzos para aumentar la participación global en el deporte. En el primer torneo de la temporada 2018-19 del Tour Europeo, equipos de Estados Unidos, Brasil y Kazajistán fueron invitados a competir por primera vez. Mientras tanto, el Circuito Mundial de Voleibol de Nieve FIVB inaugural comenzó en 2019, con dos eventos copatrocinados por la FIVB y la CEV en Wagrain y Plan de Corones, seguidos del primer evento extraeuropeo de este tipo celebrado en Bariloche, Argentina. Equipos de países con poca tradición en deportes de invierno como Brasil y Argentina han podido reclamar sus primeras medallas internacionales en cualquier deporte de nieve o hielo a través de la introducción del Snow Volleyball World Tour.

## Normas

### Cancha y equipo
El voleibol de nieve se juega en una cancha de nieve rectangular. La cancha tiene 16 m (52,5 pies) de largo y 8 m (26,2 pies) de ancho, rodeada por un espacio despejado, que tiene al menos 2 m (6 pies 6,7 pulgadas) de ancho en todos los lados. La nieve debe tener al menos 30 cm (11,8 pulgadas) de profundidad, estar lo más nivelada posible y libre de peligros potenciales, como rocas, que podrían causar lesiones a los jugadores. La cancha está dividida en mitades iguales por una red de 8,5 m (27,9 pies) de largo y 1 m (3 pies 3,4 pulgadas) de ancho. La parte superior de la red está a 2,43 m (7 pies 11 11⁄16 pulgadas) por encima del centro de la cancha para la competencia masculina y a 2,24 m (7 pies 4 3⁄16 pulgadas) para la competencia femenina. Una antena, de 1,8 m (5 pies 10,9 pulgadas) de largo y 10 mm (0,4 pulgadas) de diámetro, está unida a cada borde lateral de la red. Las antenas se consideran parte de la red y se extienden 80 cm (31,5 pulgadas) por encima de ella, formando los límites laterales dentro de los cuales se permite cruzar la pelota.
Las regulaciones de la FIVB establecen que la pelota debe ser esférica y estar hecha de un material flexible y resistente al agua, de modo que sea apropiada para las condiciones al aire libre. Una pelota de voleibol de nieve tiene una circunferencia de 66 a 68 cm y un peso de 260 a 280 g.
Los jugadores usan ropa térmica y tacos para proporcionar agarre en la nieve.

### Número de jugadores
Durante mucho tiempo, el Voleibol de Nieve se jugó 2 contra 2 como el Voleibol de Playa. Esto cambió a 3 contra 3 al comienzo de la temporada 2018/2019 en un movimiento para hacer que el juego sea más atractivo y que los rallies duren más. Un equipo está compuesto por tres titulares y un suplente. Cada equipo puede hacer hasta dos sustituciones por set. No se permite dar instrucciones de juego durante los partidos.

### Puntuación
Un equipo anota un punto cuando: la pelota cae en la cancha del equipo contrario; el equipo contrario golpea la pelota "fuera"; el equipo contrario comete una falta; o el equipo contrario recibe una penalización. El equipo que ganó el punto sirve para el siguiente punto. El balón se considera "fuera" si: cae en el suelo completamentefuera de las líneas limítrofes (un balón está "dentro" si alguna parte toca una línea lateral o una línea de fondo); toca un objeto o una persona (que no sea un jugador) fuera de la cancha; toca las antenas de la red; no cruza los límites laterales de la red (dentro de las antenas) durante el servicio o durante el tercer contacto de un equipo; cruza completamente por debajo de la red.
Un set lo gana el primer equipo en llegar a 15 puntos con una ventaja de dos puntos. Un partido es ganado por el primer equipo en ganar dos sets.

### Diferencias con el juego de la playa
Originario como una variante del voleibol de playa, las reglas del voleibol de nieve son similares al juego de playa. Además de la superficie de juego, las principales diferencias entre el voleibol de nieve y el de playa son el sistema de puntuación y el número de jugadores. Al igual que en la versión de playa, los partidos se jugaron originalmente al mejor de 3 sets a 21 puntos, con dos jugadores en un equipo. En diciembre de 2018, la FIVB aprobó nuevas reglas para el voleibol de nieve que cambiaron el sistema de puntuación al mejor de 3 sets jugados a 15 puntos, y el número de jugadores a tres titulares y un suplente en un equipo. Otra diferencia es que, a diferencia del voleibol de playa, un bloqueo de toque no cuenta como uno de los tres toques permitidos, y cualquier jugador puede hacer el toque posterior al bloqueo.

## Como se juega
Los equipos comienzan en lados opuestos de la red. Un equipo es designado como el equipo servidor y el equipo contrario es el equipo receptor . El árbitro lanza una moneda antes de los calentamientos para determinar qué equipo sirve primero y en qué lado de la cancha comienzan los equipos para los dos primeros sets. Si se necesita un tercer set decisivo, se realizará otro lanzamiento de moneda antes del tercer set. El orden de servicio decidido en el lanzamiento de la moneda antes de un set se mantiene durante todo el set.
Para cada punto, un jugador del equipo que saca inicia el servicio lanzando la pelota al aire e intentando golpear la pelota para que pase por encima de la red en un recorrido tal que aterrice en la cancha del equipo contrario. El equipo contrario debe usar una combinación de no más de tres contactos con la pelota para devolver la pelota al lado de la red del oponente, y los jugadores individuales no pueden tocar la pelota dos veces consecutivas. Los tres contactos suelen consistir primero en el golpe o pase , segundo en el juego para que la trayectoria de la pelota se dirija hacia un lugar donde pueda ser golpeado, y tercero en el remate (saltar, levantar un brazo por encima de la cabeza y golpear la pelota para que baje rápidamente al suelo en la cancha del oponente) o tiro para devolver la pelota por encima de la red. Se dice que el equipo con posesión de la pelota que está tratando de atacar la pelota como se describe está en ataque .
El equipo en defensa intenta evitar que el equipo atacante dirija el balón a su campo: el jugador o jugadores en la red saltan y se estiran por encima de la parte superior (y, si es posible, a través del plano) de la red para bloquear el balón atacado. Si la pelota es golpeada alrededor, por encima o a través del bloqueo, los jugadores defensivos ubicados detrás del bloqueador intentan controlar la pelota con un empujón (generalmente un pase de antebrazo). Después de una excavación exitosa, el equipo pasa a la ofensiva.
El juego continúa de esta manera, moviéndose de un lado a otro, hasta que la pelota toca la cancha dentro de los límites o hasta que se comete una falta.
Los equipos cambian de lado de la cancha cada 5 puntos jugados. Cada equipo puede solicitar un tiempo muerto de 30 segundos por set.